# Playa Del Canal
Der Playa Del Canal ist ein Strand im Norden der Livingston-Insel im Archipel der Südlichen Shetlandinseln. Auf der Westseite des Kap Shirreff am nördlichen Ausläufer der Johannes-Paul-II.-Halbinsel liegt er nordwestlich des Punta Nacella.
Wissenschaftler der 45. Chilenischen Antarktisexpedition (1990–1991) benannten ihn.